# Zapovednik Noord-Ossetië
Zapovednik Noord-Ossetië of Zapovednik Severo-Osetinski (Russisch: Северо-Осетинский заповедник) is gelegen in de republiek Noord-Ossetië in het zuiden van Rusland. Zapovednik Noord-Ossetië werd gecreëerd op 7 september 1967 per decreet (№ 677/1967) van de Raad van Ministers van de Russische SFSR. Het reservaat heeft een oppervlakte van 295,3 km², verdeeld over twee clusters. Ook werd er een bufferzone van 416,35 km².

## Kenmerken
Zapovednik Noord-Ossetië ligt op de noordelijke hellingen van de Grote Kaukasus in het stroomgebied van de rivier Ardon. Het gebied varieert in hoogte tussen 700 en 4.646 meter boven zeeniveau, waarin de bergtop Oeilpata het hoogste punt vormt. Het gesteente bestaat uit kalksteen, schalie, mergel, zandsteen en dolomiet en is 100 miljoen jaar oud, al dan niet ouder. Fossiele resten van oeroude zeedieren kunnen dan ook in het gesteente worden aangetroffen. Daarnaast zijn er verschillende grotten in het gebergte vastgesteld.
In het gebied heerst een continentaal klimaat en de jaarlijkse hoeveelheid neerslag ligt tussen de 800 en 1.000 mm. De koudste maand is februari en de warmste maand is juli.

## Flora en fauna
Er zijn in het reservaat zeker 1.500 plantensoorten te vinden, waarvan er circa 200 endemisch zijn voor de Kaukasus. Enkele daarvan komen alleen in Noord-Ossetië voor. De noordelijke hellingen worden vooral gekarakteriseerd door de aanwezigheid van beuken- en haagbeukenbossen, maar hogerop worden deze vervangen door esdoorns en berken. Boven de boomgrens in de subalpiene en alpiene zone bevinden zich gletsjers, rotsblokken, kliffen en alpenweiden met een grote bloemrijkdom. Belangrijke bosvormende soorten in het reservaat zijn de zachte berk (Betula pubescens), haagbeuk (Carpinus betulus), oosterse beuk (Fagus orientalis), Trautvetters esdoorn (Acer trautvetteri) en grove den (Pinus sylvestris).
Er zijn in Zapovednik Noord-Ossetië 209 vogelsoorten vastgesteld, waaronder velen die endemisch zijn voor de Kaukasus of kenmerkend zijn voor hooggebergten in het algemeen. Zo leven hier onder andere het Kaukasisch korhoen (Tetrao mlokosiewiczi), Kaukasisch berghoen (Tetraogallus caucasicus), aasgier (Neophron percnopterus), rotskruiper (Tichodroma muraria), witkruinroodstaart (Phoenicurus erythrogastrus), waterpieper (Anthus spinoletta) en grote roodmus (Carpodacus rubicilla).
Tot op heden zijn er 58 soorten zoogdieren aangetroffen in Zapovednik Noord-Ossetië. Hiertussen bevindt zich de Oost-Kaukasische toer (Capra cylindricornis) — een steenbok endemisch voor de Kaukasus. Hun aantallen werden in 2007 geschat op 800 exemplaren. Andere zoogdieren die er leven zijn onder meer de steenmarter (Martes foina), wild zwijn (Sus scrofa), vos (Vulpes vulpes), wolf (Canis lupus) en Turkse gems (Rupicapra asiatica). Het is ook een van de gebieden in Rusland waar de wisent (Bison bonasus) is geherintroduceerd. Deze herintroductie werd al geïnitieerd in 1964 en anno 2015 leven er 66 exemplaren in het reservaat.

## Afbeeldingen

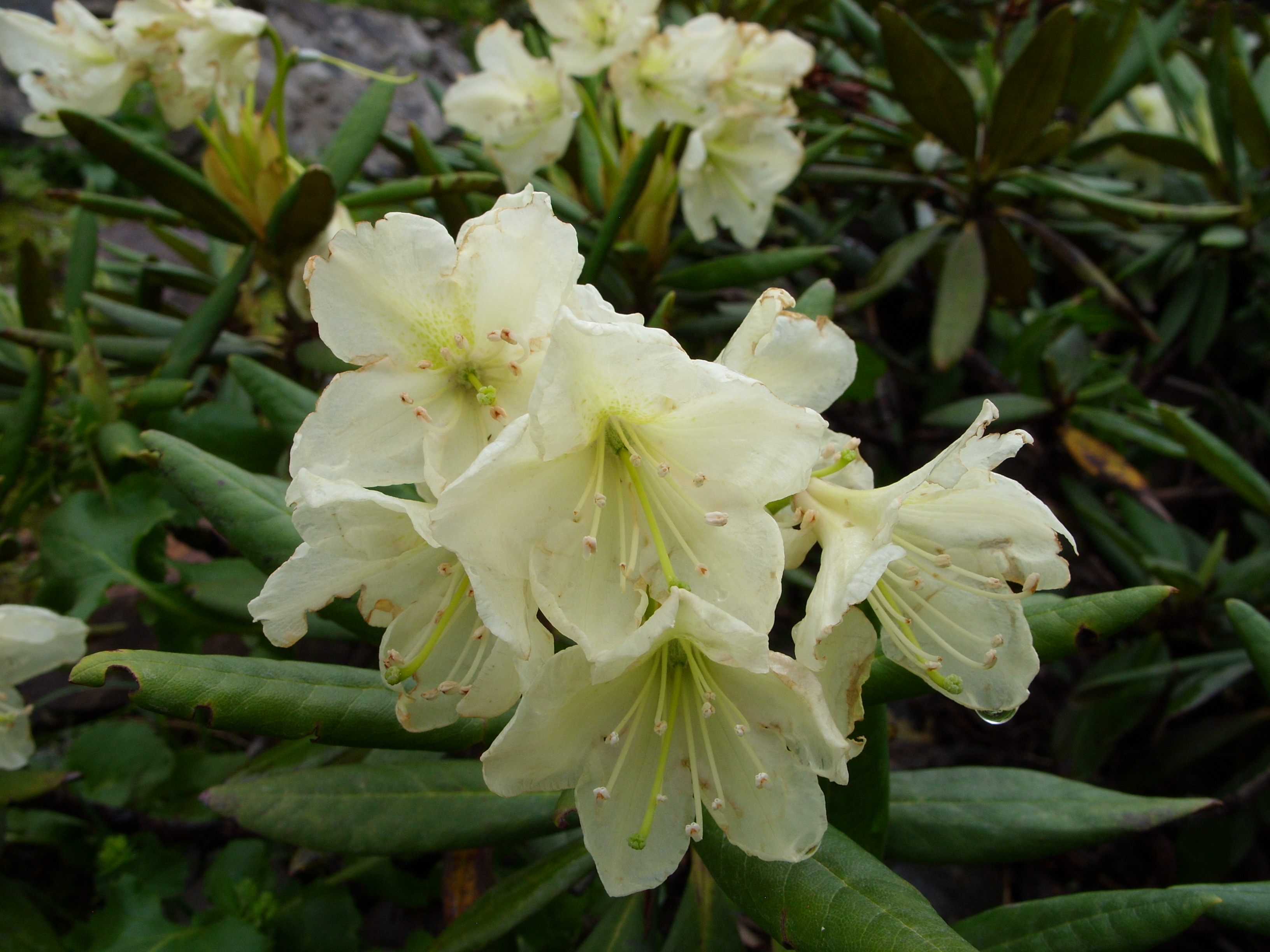
Rhododendron caucasicum in Zapovednik Noord-Ossetië.
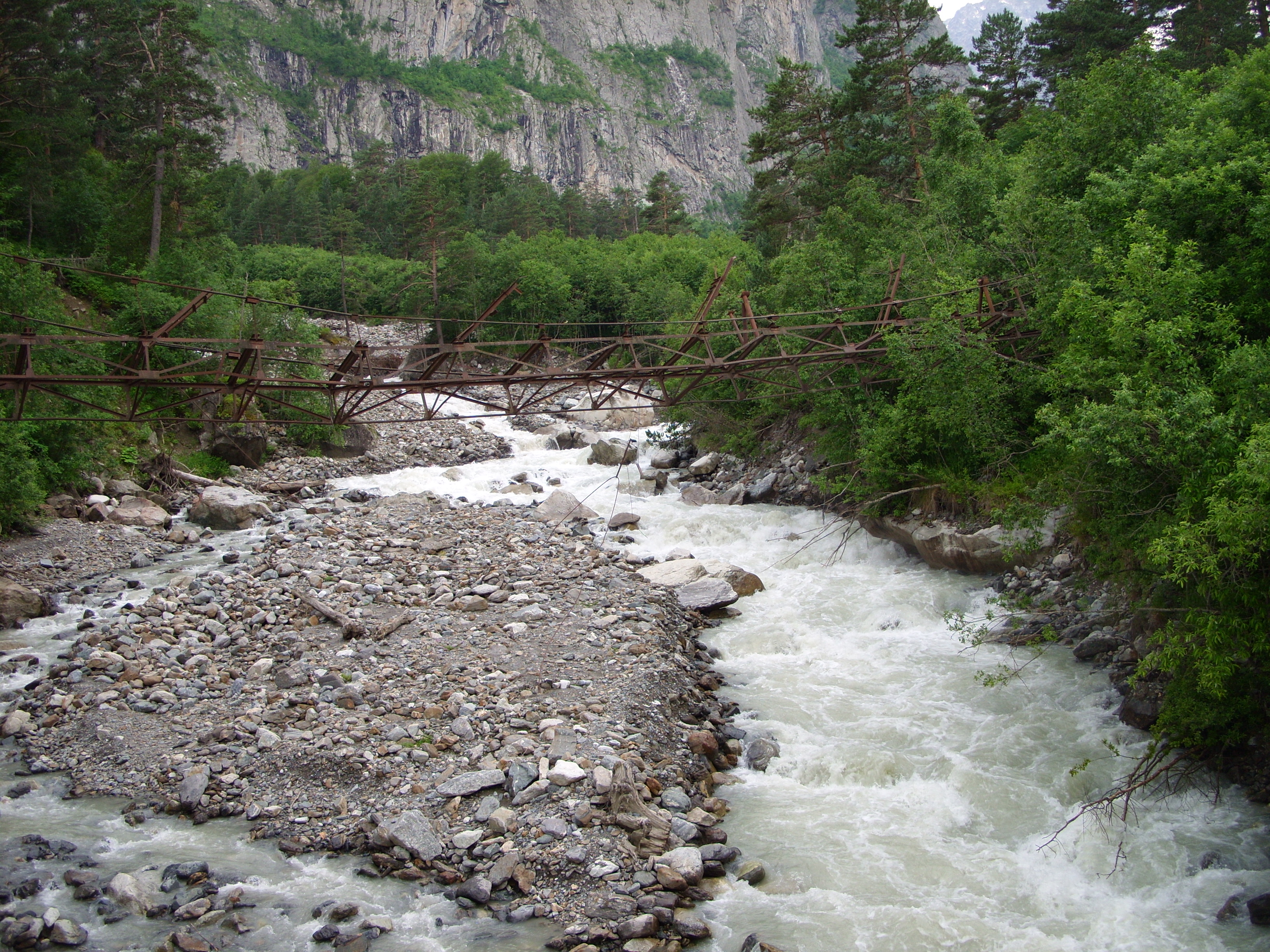
De rivier Tsejdon.
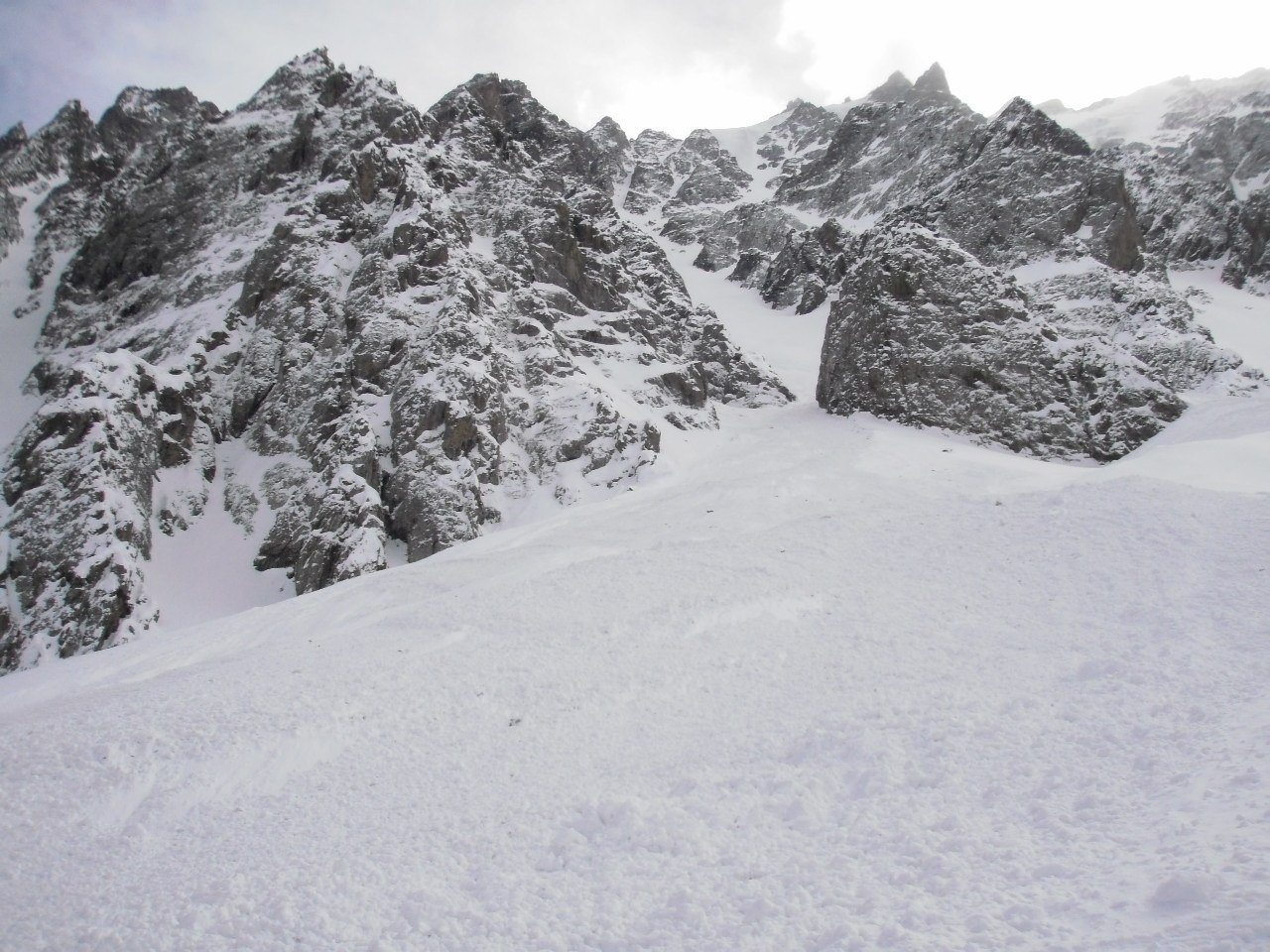
De gletsjer Tsej.
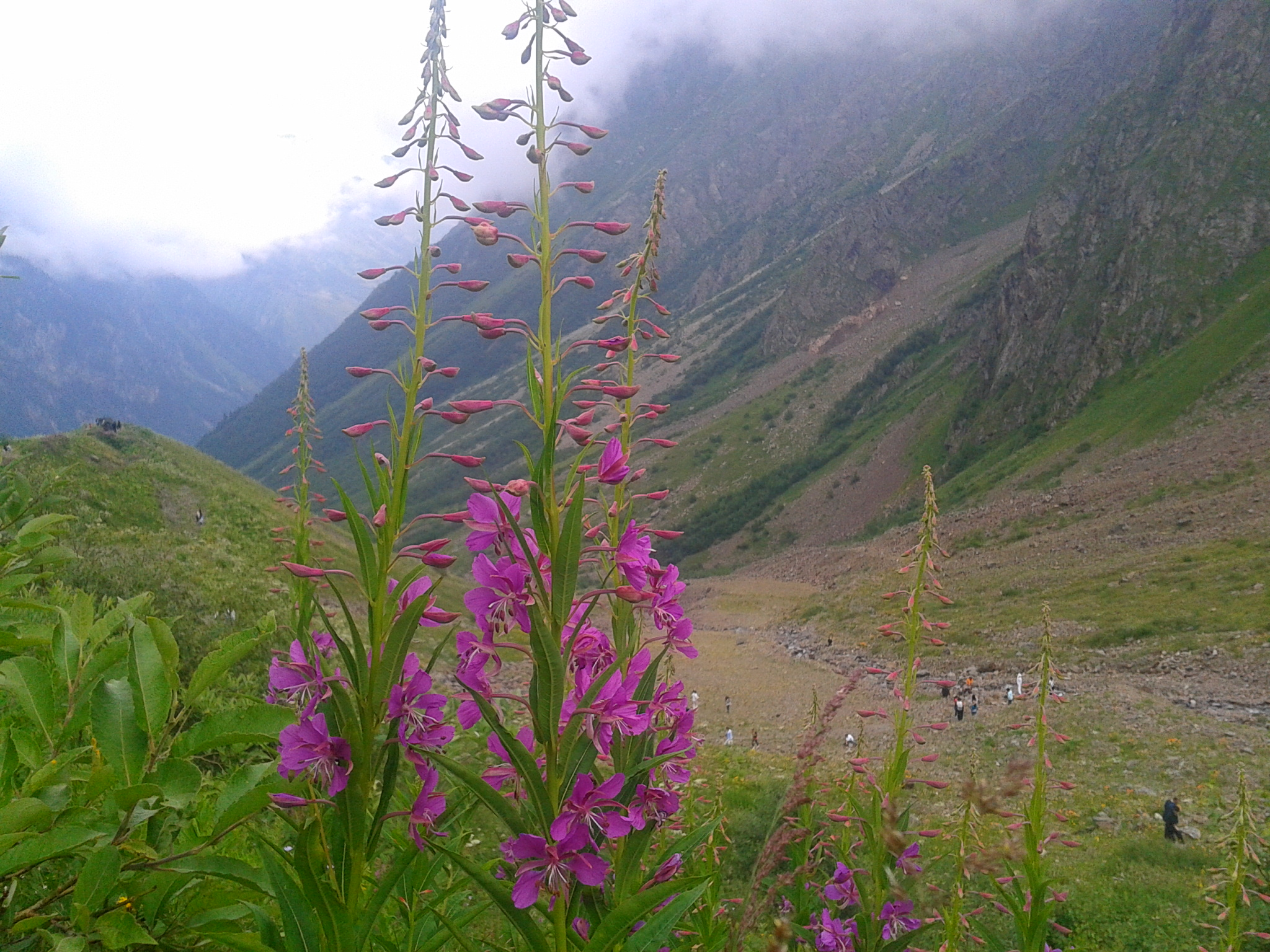
Wilgenroosje (Chamerion angustifolium) op de hellingen van Zapovednik Noord-Ossetië.
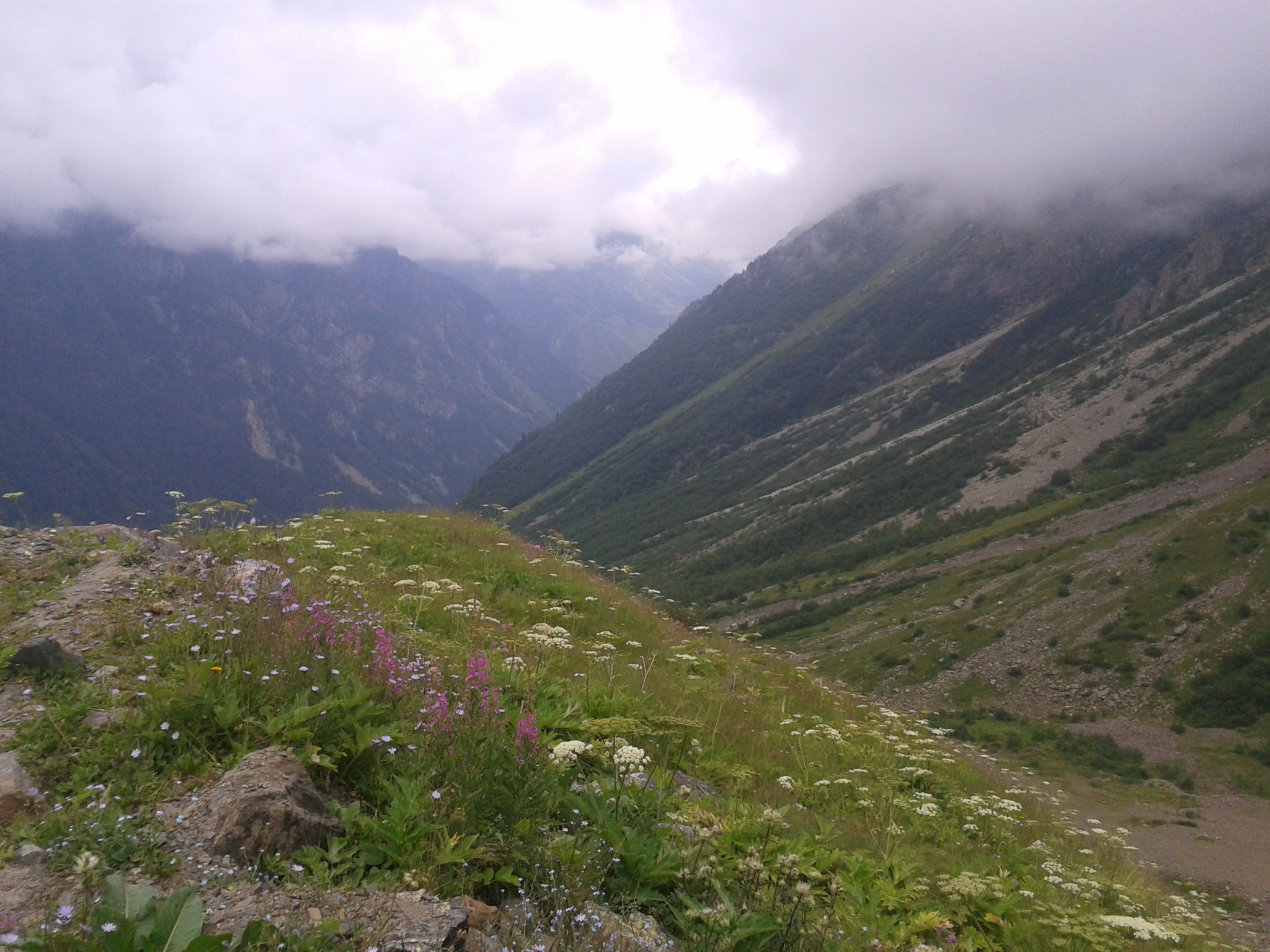
Berglandschap van Zapovednik Noord-Ossetië.